# سامسونج سلاش
سامسونج سلاش (بالإنجليزية: Samsung Slash) هاتف خلوي لعملاء الدفع المُسبق على شبكة فيرجن موبايل في الولايات المتحدة الأمريكية، أُطلقت هذه الهواتف في عام 2008، هواتف سامسونج سلاش تتميز بإمكانيات مذهلة مثل: مساحة تخزينية تصل حتى 32 ميجا بايت، خدمة البلوتوث، توفر ألوان في الشاشة كاملة، إنشاء رسالة نصية، إنشاء رسالة صوتية